# Diego de Rosales (peintre)
Pour le jésuite, voir Diego de Rosales.

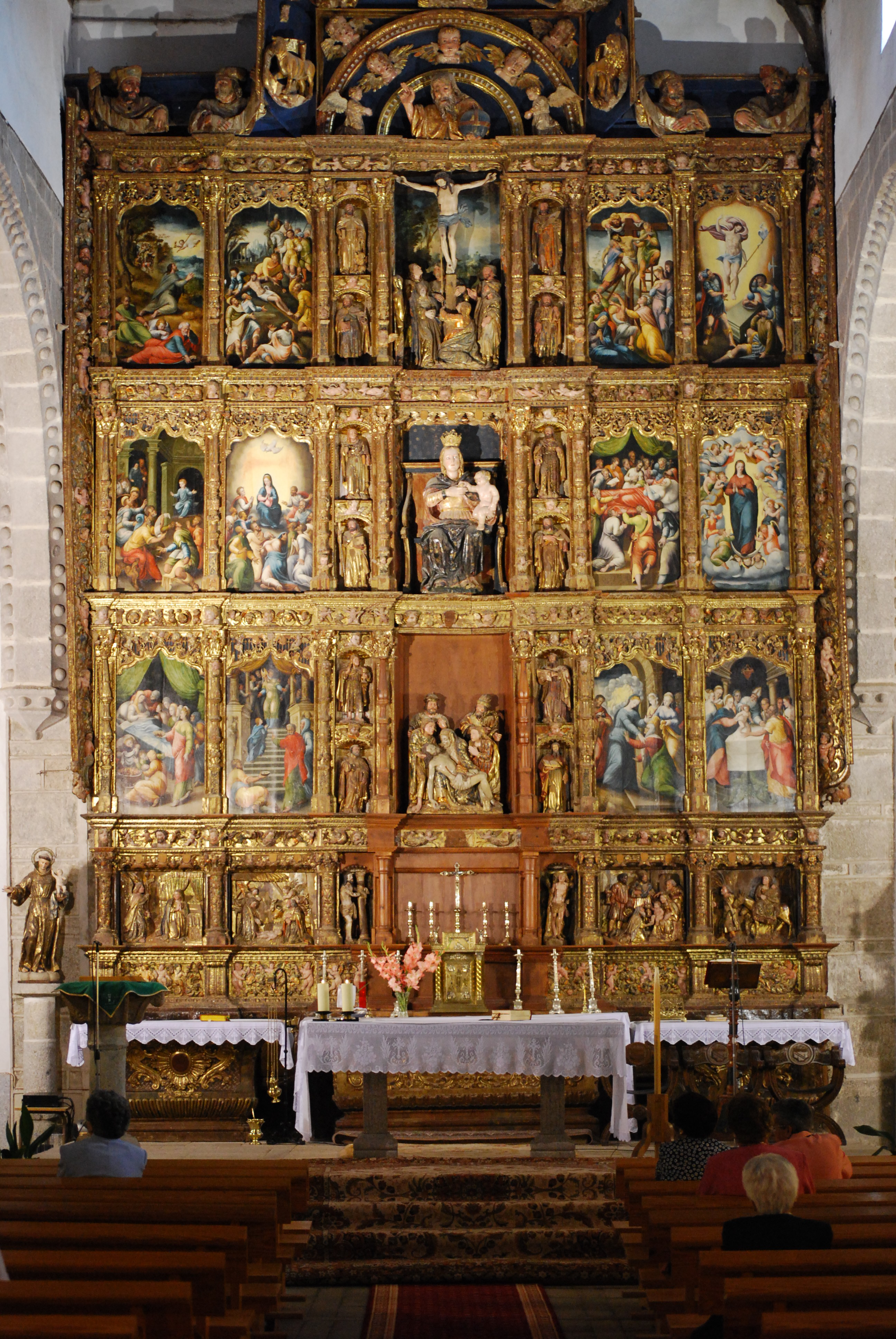
Retable de l'église de Santa María del Castillo à Flores de Ávila avec des peintures de personnages berruguetesques attribué à Diego et Gabriel Rosales.

Diego de Rosales (fl. 1525-1579) est un peintre de la Renaissance espagnole, voisin, et peut-être originaire d'Ávila, et père du peintre Gabriel Rosales.

## Œuvre
De Diego de Rosales sont conservées deux œuvres d'exécution et de style très divers : les retables majeurs des églises de la paroisse de Carbonero le Majeur, du diocèse de Ségovie, et Flores de Ávila, ce que pose des problèmes d'attribution sur son style et de son degré de participation, ayant travaillé en collaboration avec d'autres artistes.
La peinture du retable majeur de l'église de San Juan Bautista de Carbonero le Majeur a dû être commencée, en 1547, par Diego de Rosales et Baltasar Grand, qui se voient consigner deux paiements cette année-là et ainsi que la suivante, et poursuivie par Diego de Rosales seul, qui perçoit une somme huit fois supérieure dans la période de 1548 à 1560. Le Marquis de Lozoya a souligné le lien si étroit existant entre les tableaux de ce retable et l'art du peintre flamand d'origine lombarde, Ambrosius Benson, bien connu pour ses œuvres conservées à Ségovie, qu'il envisage que Baltasar Grand et Diego de Rosales en soient ses possibles disciples. L'influence flamande est claire dans les vingt-et-un tableaux qui composent le retable, dans lesquels il n'est pas facile de distinguer deux mains, et leur style. Toutefois ce style est très différent de celui du retable de Flores de Ávila, clairement inspiré par l'art d'Alonso Berruguete.
Celui-ci a été embauché en 1559 par Diego de Rosales avec Juan Vela, qui déjà en novembre de la même année avait renoncé à la partie qui lui était attribuée pour la donner à Rosales. En 1562 le retable est terminé, puisqu'il a été expertisé, mais il y avait encore quelques paiements en attente, dans l'un desquels, à partir de 1563, son fils Gabriel Rosales est mentionné pour la première fois dans les archives, dont certaines peintures sont connues pour son style reproduit ultérieurement à Cordoue.
En 1570, père et fils, en accord avec Jerónimo d'Ávila, sont chargés des peintures de l'arc de triomphe dressé à l'entrée de la Almuzara à Ségovie pour la réception solennelle de la reine Anne d'Autriche à l'occasion de son mariage avec Philippe II. Lorsque les peintures ont disparu, en raison du caractère éphémère du monument, les motifs qui y sont représentés (portraits de la reine, tableaux d'histoire et de batailles, une allégorie de Ségovie, quelques emblèmes et un tableau avec Junon et le Génie), une description détaillée de son chroniqueur et auteur du programme iconographique, Jorge Báez de Sepúlveda, nous est parvenue dans l'ouvrage Vraie Relation de la réception que la ville de Ségovie fit à la majesté la reine notre dame Anna d'Autriche en 1570, publié à Alcalá de Henares en 1572.
Enfin, sa trace apparait de nouveau à Ávila, en 1579, à propos de sa rémunération de 50 000 maravédis pour la peinture, la dorure et la « falsification » des retables collatéraux de Saint Paul (San Pablo) et Sainte Catherine (Santa Catalina) en albâtre dans l'église de San Pedro, une tâche pour laquelle il a de nouveau collaboré avec son fils et Jerónimo de Ávila.